# Ну и Новый год!
«Ну и Новый Год!» — российский художественный фильм 2015 года, дебют режиссёра Милы Август. Это драматическая комедия, о том, как девятилетний школьник затевает опасную игру с целью предотвратить развод своих родителей. Премьерный показ фильма состоялся 11 августа 2015 года в Выборге на XXIII Фестивале российского кино «Окно в Европу». Московская премьера фильма состоялась 8 декабря 2015 года в Доме Кино Союза кинематографистов России. Премьера в мире прошла 25 августа 2015 года. 15 декабря 2016 года фильм вышел в прокат в сети кинотеатров "Московское кино".

## Сюжет
Под Новый год девятилетний московский школьник Алёша узнаёт, что его родители собираются разводиться. Мальчик не хочет с этим мириться, ведь всё, о чём он мечтает, — это сохранить свою семью и вместе встретить Новый год. Поэтому, когда его отец собирается уйти из дома, Алёша идёт на крайние меры, чтобы его удержать. Отцу придётся не раз пожалеть о своём решении уйти.

## В ролях
| Актёр          | Роль           |
| -------------- | -------------- |
| Мила Август    | Мария          |
| Денис Фомин    | Андрей         |
| Алексей Онежен | Алёша          |
| Владимир Сычёв | Дед Мороз      |
| Нина Шацкая    | Директор школы |
| Анна Данькова  | Учитель        |

## Съёмочная группа
- Мила Август — автор сценария и режиссёр
- Марина Макарова — композитор
- Алексей Снигирь — продюсер
- Максим Алёхин — оператор

## Процесс съемок
Съёмочной группе удалось отснять все сцены за 15 съёмочных дней.  Из них десять дней в квартире, в которой жил и работал известный режиссёр и сценарист Леонид Трауберг, четыре в московской школе №913, и один день снимали на Патриарших прудах.

## Музыка к фильму
В фильме использован рок-н-ролльный хит американского певца Литла Ричарда «Long Tall Sally» (рус. Долговязая Салли) 1956 года.
Также в фильме звучат песни "New Year Lights" и" Wake up, baby"  - музыка Марины Макаровой, слова и вокал Анастасии Игитян.

## Награды и фестивали
| VIII Международный детский кинофестиваль «Алые Паруса»                          | VIII Международный детский кинофестиваль «Алые Паруса» |
| ------------------------------------------------------------------------------- | ------------------------------------------------------ |
| 2015                                                                            |                                                        |
| I место                                                                         |                                                        |
| XVI Российский кинофестиваль комедии «Улыбнись, Россия!»                        |                                                        |
| 2015                                                                            |                                                        |
| Специальный приз — «За удачный семейный дебют в семейной комедии»               |                                                        |
| VIII Всероссийский кинофестиваль актёров-режиссёров “Золотой Феникс”            |                                                        |
| 2015                                                                            |                                                        |
| Конкурсный показ                                                                |                                                        |
| VII Международный кинофестиваль Vittorio Veneto Film Festival (Венеция, Италия) |                                                        |
| 2016                                                                            |                                                        |
| Премия «Монте Бальдо»                                                           |                                                        |